# Ludvik Zepič
Ludvik Zepič, slovenski pravnik, glasbenik in knjižničar, * 12. avgust 1887, Razbor pri Sevnici, † 14. januar 1971, Ljubljana.

## Življenje in delo
V Celju (1901) in v Mariboru (1902–08) je obiskoval klasično gimnazijo. Po maturi je bil stenograf in strojepisec pri notarju Lovru Bašu v Celju in odvetniku Gvidu Sernecu v Ormožu. Hkrati je študiral pravo v Gradcu, opravil tu prva državna izpita, diplomiral pa 1919 v Zagrebu. V letih 1923–28 je obiskoval konservatorij Glasbene matice (kompozicijske predmete pri Slavku Ostercu in Lucijanu Mariji Škerjancu, pri njem študiral še privatno). Od 1919 je delal v državni finančni službi v Ljubljani, od 1922 pa vse do upokojitve 1949 pa v zavarovalni banki Slavija kot ravnateljski tajnik. Leta 1948 (ali 1949) se je honorarno zaposlil v NUK, kjer je osnoval, uredil in vodil glasbeno zbirko in izdal Navodila za obdelavo muzikalij (1952).
Do leta 1914 je vodil različne pevske zbore, v letih 1922–55 je bil korepetitor Zbora Glasbene matice. Ustanovil in vodil je Slovenski vokalni kvintet (1931–41), s katerim je uveljavil visoke kriterije moškega komornega petja. Proučeval je Gallusov opus (Sledovi slovenske narodne pesmi v Gallusovih skladbah, 1938), izdal več njegovih del in jih prirejal za drugačne zborovske zasedbe; harmoniziral je tudi ljudske pesmi za moške glasove. Je soavtor slovenske planinske bibliografije Gore v besedi, podobi in glasbi (1965).